# Francesco Morosini
Francesco Morosini (ur. 26 lutego 1618  – zm. 6 stycznia 1694) – doża wenecki od 1688 roku.
W 1684 roku dowodząc wojskami weneckimi zdobył główną bazę korsarzy tureckich na wyspie Santa Maura. Do 1687 zostały opanowane Morea, Attyka, Zatoka Koryncka i Lepanto. Dzięki tym sukcesom zyskał przydomek Peloponeski.